# Брідж-Рівер 1
Брідж-Рівер 1 (англ. Bridge River 1) — індіанська резервація в Канаді, у провінції Британська Колумбія, у межах регіонального округу Сквоміш-Лілует.

## Населення
За даними перепису 2016 року, індіанська резервація нараховувала 241 особу, показавши зростання на 2,1%, порівняно з 2011-м роком. Середня густина населення становила 6,2 осіб/км².
З офіційних мов обидвома одночасно не володів жоден з жителів, тільки англійською — 240. Усього 30 осіб вважали рідною мовою не одну з офіційних, з них усі — одну з корінних мов.
Працездатне населення становило 52,8% усього населення, рівень безробіття — 26,3%.

## Клімат
Середня річна температура становить 1,5°C, середня максимальна – 15°C, а середня мінімальна – -11,7°C. Середня річна кількість опадів – 721 мм.
| Клімат поселення                              | Клімат поселення | Клімат поселення | Клімат поселення | Клімат поселення | Клімат поселення | Клімат поселення | Клімат поселення | Клімат поселення | Клімат поселення | Клімат поселення | Клімат поселення | Клімат поселення | Клімат поселення |
| Показник                                      | Січ.             | Лют.             | Бер.             | Квіт.            | Трав.            | Черв.            | Лип.             | Серп.            | Вер.             | Жовт.            | Лист.            | Груд.            |                  |
| Середній максимум, °C                         | −1,68            | −0,22            | 1,49             | 4,44             | 8,98             | 12,98            | 14,34            | 14,98            | 11,38            | 6,58             | 0,63             | −3,6             |                  |
| Середня температура, °C                       | −6,68            | −5,24            | −3,52            | −0,58            | 3,96             | 7,97             | 10,73            | 11,36            | 7,76             | 2,94             | −2,98            | −7,22            |                  |
| Середній мінімум, °C                          | −11,7            | −10,25           | −8,53            | −5,58            | −1,05            | 2,95             | 7,11             | 7,74             | 4,14             | −0,66            | −6,6             | −10,84           |                  |
| Норма опадів, мм                              | 72               | 54               | 45               | 44               | 58               | 68               | 62               | 52               | 51               | 56               | 80               | 79               |                  |
| Середньомісячна швидкість вітру, м/с          | 2.47             | 2.52             | 2.80             | 3.01             | 2.85             | 2.78             | 2.61             | 2.43             | 2.43             | 2.72             | 2.71             | 2.44             |                  |
| Середньомісячна сонячна радіація, кДж/м²·день | 3389             | 6354             | 10688            | 15323            | 18701            | 20267            | 21280            | 17994            | 12687            | 7189             | 3536             | 2656             |                  |
| --------------------------------------------- | ---------------- | ---------------- | ---------------- | ---------------- | ---------------- | ---------------- | ---------------- | ---------------- | ---------------- | ---------------- | ---------------- | ---------------- | ---------------- |
| Джерело:                                      |                  |                  |                  |                  |                  |                  |                  |                  |                  |                  |                  |                  |                  |